# Jeon Da-hye
Jeon Da-hye (Koreaans: 전다혜) (Pohang, 23 november 1983) is een Zuid-Koreaans shorttrackster.
Tijdens de 2006 won Jeon de gouden medaille in de relay.

## Resultaten

### Olympische Winterspelen
| Jaar | Plaats | Resultaten |
| ---- | ------ | ---------- |
| 2006 | Turijn | relay      |

### Wereldkampioenschappen
| Jaar | Plaats     | Resultaten |
| ---- | ---------- | ---------- |
| 2000 | Den Haag   | team       |
| 2001 | Chuncheon  | relay      |
| 2001 | Minamimaki | team       |
| 2005 | Chuncheon  | team       |
| 2006 | Montreal   | team       |

1992: Cutrone, Daigle, Lambert, Perreault ·
1994: Chun, Kim S.-h., Kim Y.-m., Won ·
1998: An, Chun, Kim, Won ·
2002: Choi E.-k., Choi M.-k., Joo, Park ·
2006: Byun, Choi, Jeon, Jin, Kang ·
2010: Sun, Wang, Zhang, Zhou ·
2014: Cho, Kim, Kong, Park, Shim ·
2018: Choi, Kim A.-l., Kim Y.-j., Lee, Shim ·
2022: Van Kerkhof, Poutsma, Schulting, Velzeboer